# Dümpelfeld
Dümpelfeld là một đô thị thuộc huyện Ahrweiler, bang Rheinland-Pfalz, phía tây nước Đức. Đô thị Dümpelfeld có diện tích 11,86 km², dân số thời điểm ngày 31 tháng 12 năm 2006 là 666 người.